# 法務部矯正署彰化監獄
法務部矯正署彰化監獄，是中華民國法務部矯正署設置在彰化縣二林鎮的監獄。
該監地形方整，視野遼闊，佔地面積一三．七六○二公頃，建築圍牆縱深三六○公尺，面寬二○四公尺。建築物計有：行政大樓、戒護中心、風雨走廊、低度管理場舍、高度管理場舍、中央台、變電室、炊場、醫療中心、隔離舍房、職務宿舍、污水處理場等。

## 沿革
於民國84年12月7日成立，至民國100年配合法務部矯正司改制為法務部矯正署後機關改隸，修正機關全銜為「法務部矯正署彰化監獄」。

## 組織
- 典獄長
  - 副典獄長
    - 秘書

委員會
- 假釋審查委員會
- 監務委員會

行政業務單位
- 調查分類科
- 教化科
- 作業科
- 衛生科
- 戒護科
- 總務科
- 人事室
- 會計室
- 統計室
- 政風室

## 收容對象
本監為青年監獄，專責收容年齡在18歲以上至25歲以下，經收容標準篩選具有高度矯正之青年受刑人。

## 技訓作業
彰化監獄於民國92年成立儒林工坊，希望培植收容人的專長，讓他們在出獄後擁有謀生的能力，專責針對即將失傳之手工藝品作紮根及傳承工作。
目前工坊內集美術、書法、竹編及特殊技藝之收容人創作民俗技藝創作及傳承，作品有花燈、稻草龍、腳踏車模型、葫蘆雕刻、閩獅頭及各類手工藝品製作，並對外銷售。
另因監獄所在地二林鎮為全台唯一的蕎麥產地，因此工坊特別以二林特產蕎麥開發相關產品，尤其以「2099」二林久久蕎麥麵最為有名。

## 外部連結
- 法務部矯正署彰化監獄（繁體中文）